# Pieter Ghyllebert
Pieter Ghyllebert (* 13. Juni 1982 in Oostende) ist ein ehemaliger belgischer Radrennfahrer.
Pieter Ghyllebert begann seine Karriere 2004 bei dem belgischen Radsportteam Vlaanderen-T Interim. Ab 2005 fuhr er dann für das Professional Continental Team Chocolade Jacques. Bei der Bayern-Rundfahrt 2006 gewann er die Berg- und die Sprintwertung. Später feierte er dann bei der Österreich-Rundfahrt einen Etappensieg auf der vierten Etappe. In der Sprintwertung wurde er Dritter. 2007 gewann er eine Etappe der Tour Town Under.
Zum Saisonende 2013 erklärte Ghyllebert seinen Rücktritt vom Leistungsradsport. 2014 absolvierte er noch Rennen für regionales Team.

## Palmarès
2006
- Sprint- und Bergwertung Bayern-Rundfahrt
- eine Etappe Österreich-Rundfahrt

2007
- eine Etappe Tour Down Under

2010
- Omloop Mandel-Leie-Schelde Meulebeke

2012
- Omloop Mandel-Leie-Schelde Meulebeke

## Teams
- 2004 Chocolade Jacques-Wincor Nixdorf
- 2005 Chocolade Jacques-T Interim
- 2006 Chocolade Jacques-Topsport Vlaanderen
- 2007 Chocolade Jacques-Topsport Vlaanderen
- 2008 Topsport Vlaanderen
- 2009 Cycling Club Bourgas
- 2010 An Post-Sean Kelly
- 2011 An Post-Sean Kelly
- 2012 An Post-Sean Kelly
- 2013 An Post-ChainReaction
- 2014 Dovy Keukens-Vind